# Osvitová jednotka
Osvitová jednotka (zkráceně osvitka) je poslední článek ve zpracování materiálů v DTP studiu. Toto zařízení je velmi drahé, je měřítkem kvality dobrého DTP studia.

## Princip
Osvitová jednotka zpracuje postscriptové soubory a vytvoří jejich obrazy na filmové fólie ve formě velmi jemných bitových map, které se stanou matricemi (předlohami) pro polygrafický průmysl. Tyto bitové mapy jsou pak na filmových fóliích prezentovány jako nasvícené objekty ve stupních šedi. Každá stránka tiskového dokumentu je osvitovou jednotkou zpracována a ta vytvoří jeden nebo více samostatných filmů – to závisí na počtu tiskových základních barev konkrétního dokumentu.

## Popis práce osvitové jednotky
1. Nejprve se zpracuje postscriptový soubor pomocí rastrového programu nebo jednotkou RIP (rastr image procesor)(převádí postscriptový soubor do podoby bitmapy-vytvoří rastr pro všechny barvy (4 CMYK + přímé-direktní))
2. V dalším kroku se provede osvit (expozice):
  - Filmu – pomocí technologie CTF – computer to film
  - Tiskových desek – pomocí technologie CTP – computer to plate
3. Následně se exponovaný film (deska) vyvolá ve vyvolávacím automatu

Osvitová jednotka obsahuje laserový paprsek, který je řízen pomocí signálů z RIP jednotky.
Technologie CTF:  Na polygrafickém pracovišti se z výstupní filmové fólie vytvoří matrice, které slouží jako podklad ke zhotovení tiskové formy, ze které se pak tiskařským strojem vytiskne výsledný barevný dokument.
Technologie CTP:  Na polygrafickém pracovišti se nasvítí tisková deska – matrice, ze které se pak tiskařským strojem vytiskne výsledný barevný dokument.
U technologie CTP odpadá ruční montáž filmů – časově nárocná manuální operace s velkými nároky na přesnost

## Rozdělení jednotek RIP
- RIP hardwarový – počítač, který obsahuje výkonný procesor a velké množství operační paměti. Tento počítač je přímo napojen na osvitovou jednotku a nemá žádnou jinou funkci než vytváření bitových map ze souborů, které se na ní pošlou k vytvoření.
- RIP softwarový – program, který vyžaduje výkonný počítač. Umožňuje zpracování postscriptového souboru včetně prohlížení jednotlivých barevných kanálů před jejich odesláním na osvitovou jednotku. To umožňuje uživateli odstranit případné chyby a ušetřit tak značné množství finančních prostředků za filmový materiál.